# Zestrea domniței Ralu
Zestrea domniței Ralu este un film românesc din 1971, regizat de Dinu Cocea după un scenariu scris de Eugen Barbu și Mihai Opriș. El este cel de-al cincilea film din seria Haiducii. Rolurile principale sunt interpretate de Florin Piersic, Marga Barbu, Toma Caragiu, Constantin Codrescu, Aimée Iacobescu, Mihai Mereuță și Colea Răutu.
După arestarea lui Anghel Șaptecai (Florin Piersic), domnița Ralu (Aimée Iacobescu) și Ianuli (Constantin Codrescu) pleacă la Viena pentru a cumpăra bijuteriile. Anghel evadează de la ocnă și o răpește pe Caliopi (Carmen Maria Strujac), soția lui Ianuli, pentru a-l determina pe acesta din urmă să-i dea bijuteriile în schimbul eliberării soției. După o serie de întâmplări spectaculoase, ceata de haiduci condusă de Anghel reușește să fure caseta cu bijuterii a domniței Ralu.

## Rezumat
Acest film continuă acțiunea din Haiducii lui Șaptecai. După diversiunea cu transportul galbenilor domniței Ralu și capturarea lui Anghel Șaptecai (Florin Piersic), pictorul Ianuli (Iani) (Constantin Codrescu), vărul domnitorului fanariot, pleacă cu banii la Viena, ca însoțitor al domniței Ralu (Aimée Iacobescu). Ianuli este împins de mama sa să ia tronul Țării Românești, împotriva voinței sale. Pictorul dorește să trăiască fericit alături de soția sa, Caliopi (Carmen Maria Strujac), neavând ambiții politice. El este foarte gelos și-i ucide pe toți pretendenții la dragostea soției sale, cu ajutorul vel-vistiernicului Dudescu (Florin Scărlătescu), care dă drumul unui candelabru greoi din capelă peste ei.
Plecând la Viena ca însoțitor al domniței Ralu, Ianuli o trimite pe Caliopi la Stambul cu o scrisoare pentru Ahmed Pașa prin care îi descria ticăloșiile făcute de domnitor și promitea să-i dea bijuteriile cumpărate.
În acest timp, Răspopitul (Toma Caragiu) se întorsese la mănăstire. El este căutat de Anița (Marga Barbu) care vine să-i ceară să organizeze evadarea lui Anghel de la ocnă. Deghizându-se din nou în preot și luând cu el câteva butoaie de vin, Răspopitul organizează o diversiune și intră în ocnă, de unde-l scoate pe Anghel. Haiducii o răpesc pe Caliopi, care pleca spre Stambul, și o duc ca ostatică la un loc tăinuit („Satul părăsit”) pentru a-l determina pe Ianuli să le dea bijuteriile în schimbul soției sale.
Aflând că Ianuli va pleca de la Viena la Stambul și bănuind că este vorba de o intrigă politică, Anghel îi părăsește pe haiduci și se duce la Viena pentru a pune mâna pe bijuterii. După plecarea lui Anghel, Caliopi îl corupe pe haiducul Găman (Mihai Mereuță) să-i ducă o scrisoare domnitorului (Nucu Păunescu), promițându-i că va fi răsplătit bine. Trădătorul va ajunge însă în „Temnița uitaților”, fiind considerat hoț, și va atinge un ciumat. Găman este lovit cu pietre de ocnași, dar este salvat de Mamulos (Colea Răutu) care va afla de la el că Anghel a plecat la Viena pe urmele bijuteriilor. Mamulos evadează și este iertat de Vodă și trimis pe urmele lui Anghel. Între rimp, Anița și Parpanghel (Jean Constantin) plecaseră și ei la Viena pe urmele lui Anghel.
După cumpărarea bijuteriilor, Ianuli plănuiește să le fure, făcând o dublură la chei, dar acțiunea sa este dejucată de către Anghel. Haiducul îi spune că o ține ca ostatică pe Caliopi și-i cere să-l ia în caleașca domnească pe post de prieten. Anghel se prezintă a fi căpitanul de plai Mihnea, aflat în slujba boierului Glogoveanu de la Târgu Jiu. Căpitanul Zbrențea bănuiește că e ceva necurat în legătură cu Anghel și încearcă să-l ucidă, dar domnița Ralu îl salvează. Poposiți într-un han, Anghel face dragoste cu domnița Ralu și deschide caseta pe care aceasta o purta permanent cu ea, dar o găsește goală. El se duce apoi la caleașcă pentru a vedea dacă nu are vreun fund dublu, dar este suprins de Zbrențea. De data aceasta, haiducul e salvat de Ianuli care-l înjunghie mortal pe Zbrențea. După găsirea cadavrului lui Zbrențea, domnița Ralu este trezită și începe să se plângă din cauza faptului că ea îi dăduse căpitanului la plecare bijuteriile cumpărate de la Viena. Anghel găsește bijuteriile care fuseseră cusute de căpitan într-o ascunzătoare secretă de sub șaua calului.
La han sosește atunci Mamulos cu o ceată de arnăuți. Anghel fuge călare din curtea hanului, fiind urmărit de poteră. Haiducul este prins de Mamulos, iar bijuteriile recuperate; aflat în pericol de a fi împușcat, Anghel scapă cu ajutorul Aniței și a lui Parpanghel. Domnița Ralu ajunge cu bijuteriile la București.
Pentru a pune mâna pe bijuterii, Anghel organizează o diversiune. Haiducii se deghizează în turci și lansează zvonul că turcii intră în București. Speriați, domnitorul și domnița Ralu părăsesc palatul și fug cu bijuteriile. Haiducii atacă convoiul domnesc, arnăuții sunt uciși, iar Anghel se luptă cu Mamulos mai întâi cu săbiile, apoi cu cuțitele și în final cu unelte agricole (unul cu o lopată și altul cu o furcă). Lupta ajunge pe marginea unei mori de apă, iar Mamulos cade în apă. Scăpat de arnăuți, Anghel o ajunge din urmă pe domnița Ralu și îi fură bijuteriile, prețioasa sa zestre. Domnița se lamentează că haiducul a lăsat-o săracă („Mă lași săracă, tâlharule!”), la care Anghel îi răspunde: „Averea dumitale, domniță: două buzișoare, două țâțișoare” și apoi pleacă.

## Distribuție
- Florin Piersic — căpetenia de haiduci Anghel Șaptecai
- Marga Barbu — hangița Anița, ibovnica lui Anghel
- Toma Caragiu — haiducul Răspopitul
- Aimée Iacobescu — Ralu, fiica domnului fanariot
- Constantin Codrescu — Ianuli (Iani) Arnolto, vărul domnului fanariot
- Florin Scărlătescu — vel-vistiernicul Dudescu/nebunul
- Colea Răutu — căpitanul de arnăuți Mamulos, tatăl lui Anghel
- Nucu Păunescu — domnul fanariot
- Ioana Ciomârtan — mama lui Ianuli
- Jean Constantin — țiganul Parpanghel
- Elena Buhoci-Gurgulescu — țiganca Fira (menționată Ileana Buhoci)
- Carmen Maria Strujac — Caliopi, soția lui Ianuli (menționată Carmen Maria Struja)
- Constantin Guriță — haiducul Duduveică
- Tamara Vasilache — doica lui Caliopi
- Mihai Mereuță — haiducul Găman
- Theo Partisch
- Rudolf Chati — prințul vienez, tatăl lui Peter
- Ștefan Tapalagă — târgoveț chefliu
- Dorel Iacobescu
- Mihai Badiu — arnăut
- Vasile Boghiță — haiduc (nemenționat)
- Ernest Maftei — haiducul Mitrună (nemenționat)
- Petre Gheorghiu-Goe — ocnaș din „Temnița uitaților” (nemenționat)
- Nicolae Gărdescu — hangiul Manolache Belivacă, soțul Aniței (nemenționat)
- Mircea Pascu — târgoveț chefliu (nemenționat)
- Paul Lavric — Johann Gerstenmayer, proprietarul navei Die Welle (nemenționat)

## Producție
Zestrea domniței Ralu a fost filmat în vara și toamna anului 1970, concomitent cu celelalte două filme ale tripticului (Haiducii lui Șaptecai și Săptămîna nebunilor).  Filmările au durat 8 luni de zile și s-au desfășurat până în primul trimestru al anului 1971, existând și o perioadă de întrerupere, din cauza îmbolnăvirii lui Constantin Codrescu.  Cheltuielile de producție s-au ridicat la 8.736.000 lei. 
Inițial trebuiau să fie realizate două lungmetraje, dar, din cauza dificultăților de finanțare, s-a decis să se refacă scenariile pentru trei filme de lungmetraj, ce urmau să fie realizate cu o perioadă de filmare comună și apoi cu un finisaj întins pe parcursul a 15 luni. Cheltuielile de producție s-au ridicat la lei. 
Filmările au fost realizate la Sibiu, București, Mogoșoaia, Rucăr, Dragoslavele, pe valea Dâmboviței, la Târgoviște, Sinaia, Căldărușani și în Cheile Ialomiței.  Florin Piersic a fost dublat în toată trilogia de actorul craiovean Petre Gheorghiu Dolj. O parte din secvențele din acest film au fost filmate la Palatul domnesc de la Mogoșoaia. Secvențele presupuse a avea loc în Austria au fost filmate la Castelul Peleș, la Sibiu (câteva secvențe au fost filmate în Catedrala Evanghelică, în curtea interioară a Palatului Brukenthal, în Piața Mică etc.).
Muzica a fost interpretată de Orchestra Simfonică a Operei Române dirijată de Anatol Chisadji. Maestru de lupte a fost Lucian Purdea.

## Recepție
Filmul Zestrea domniței Ralu a avut parte de un mare succes la public, fiind vizionat de 4.816.097 de spectatori la cinematografele din România, după cum atestă o situație a numărului de spectatori înregistrat de filmele românești de la data premierei și până la data de 31.12.2007 alcătuită de Centrul Național al Cinematografiei. 
Analizând evoluția filmului românesc în perioada 1950-1975 în studiul „Un sfert de veac de film românesc” (1975), criticul Ecaterina Oproiu considera că filmele cu haiduci au urmat modelul filmelor de capă și spadă, cărora le-au adăugat elemente specific naționale, plasându-se într-o zonă limitrofă a filonului istoric. Ea scria următoarele: „În zonele limitrofe, ale «epopeii naționale», se dezvoltă o producție care, fără să renunțe la valorile educative, pune accentul pe divertisment și preia fără reticențe metodele filmului de capă și spadă, colorându-l cu vopsele naționale. Titlul cel mai semnificativ este Haiducii, un
serial de mare popularitate, povestind bravurile unor «pardaillani» valahi, mușchetari în ițari și justițiari pe cont propriu, care «iau de la bogați ca să dea la săraci», bagă spaima în împilatori și apoi se retrag în codri, lăsând în urmă legende, ochi plânși de femeie, ecourile chefurilor cu lăutari și filozofia lor din vreme de popas: «toată lumea să trăiască, numai noi să nu murim!»”.
Călin Căliman considera că acest serial cu haiduci a avut o „intrigă atractivă și bine articulată”, motive folclorice și personaje pitorești. El a prilejuit câteva creații actoricești memorabile, printre care Răspopitul interpretat de Toma Caragiu și Anița interpretată de Marga Barbu, comparată de critic cu o „marchiză a haiducilor” prin analogie cu „marchiza îngerilor”, un personaj de film francez celebru în epocă. Filmările au fost realizate într-un cadru natural spectaculos, pe ritmurile unei muzici cu inflexiuni haiducești. Filmul a „prins” la public, determinând realizarea de continuări.
Criticul Tudor Caranfil a dat filmului doar o stea din cinci și a făcut următorul comentariu: „După ce o capturează pe soața lui Ianuli, Anghel pornește la Viena pe urmele domniței Ralu. Intrigi de curte și aventuri având ca mobil inestimabilele bijuterii ale domniței și ample citări din Anton Pann: „Mai bine cu muta, decât cu limbuta”, „Bărbat bun și usturoi dulce nu s-a pomenit”, și tot așa, „o samă de cuvinte” în care Cocea încearcă să-și farmece admiratorii prin filmări patetic-expresioniste, ca lapidarea trădătorului aruncat în ocnă, apendice ridicol în contextul rudimentar aventuros al ansamblului.”

## Galerie
Locuri de filmare

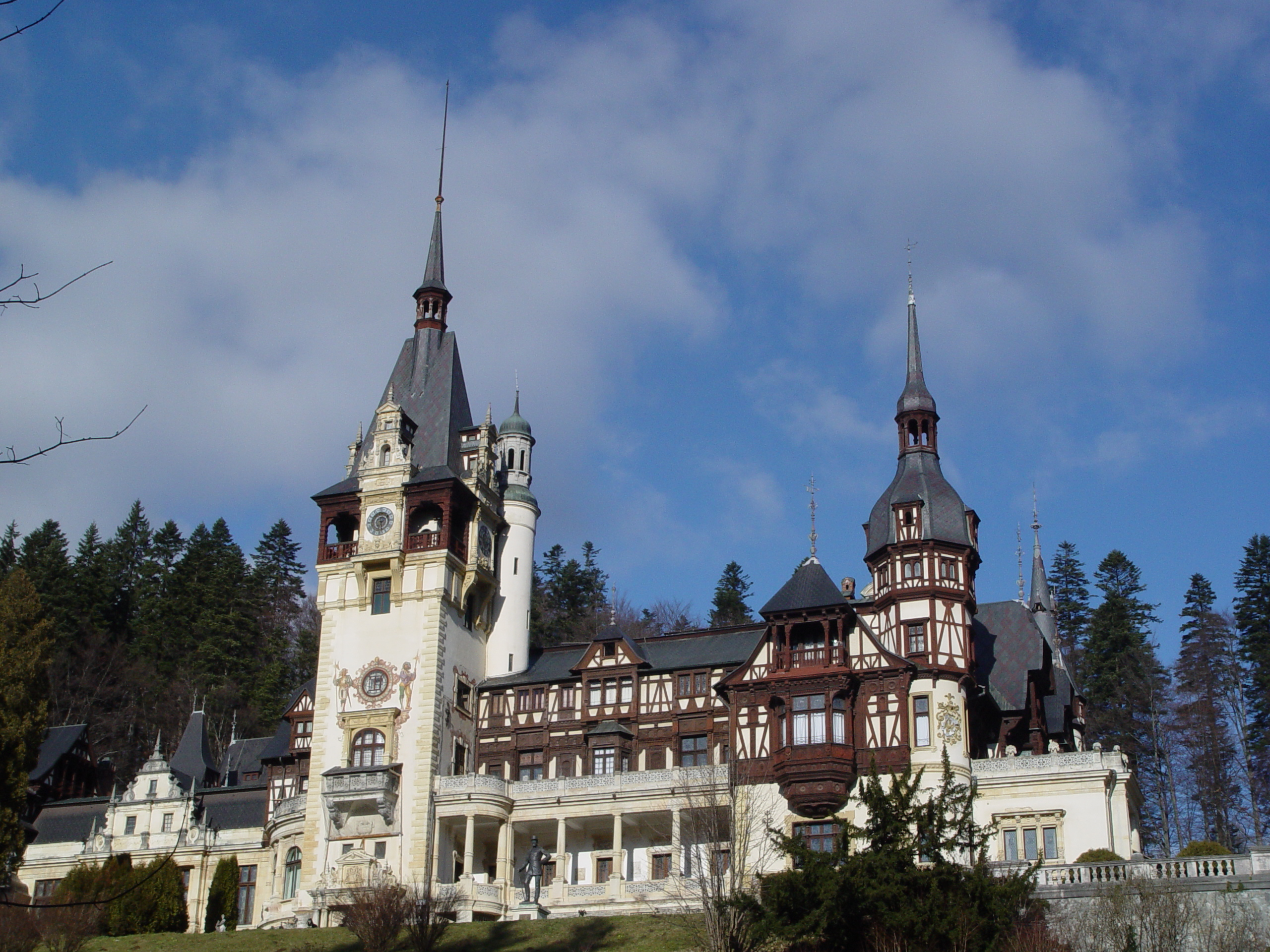
Castelul Peleș
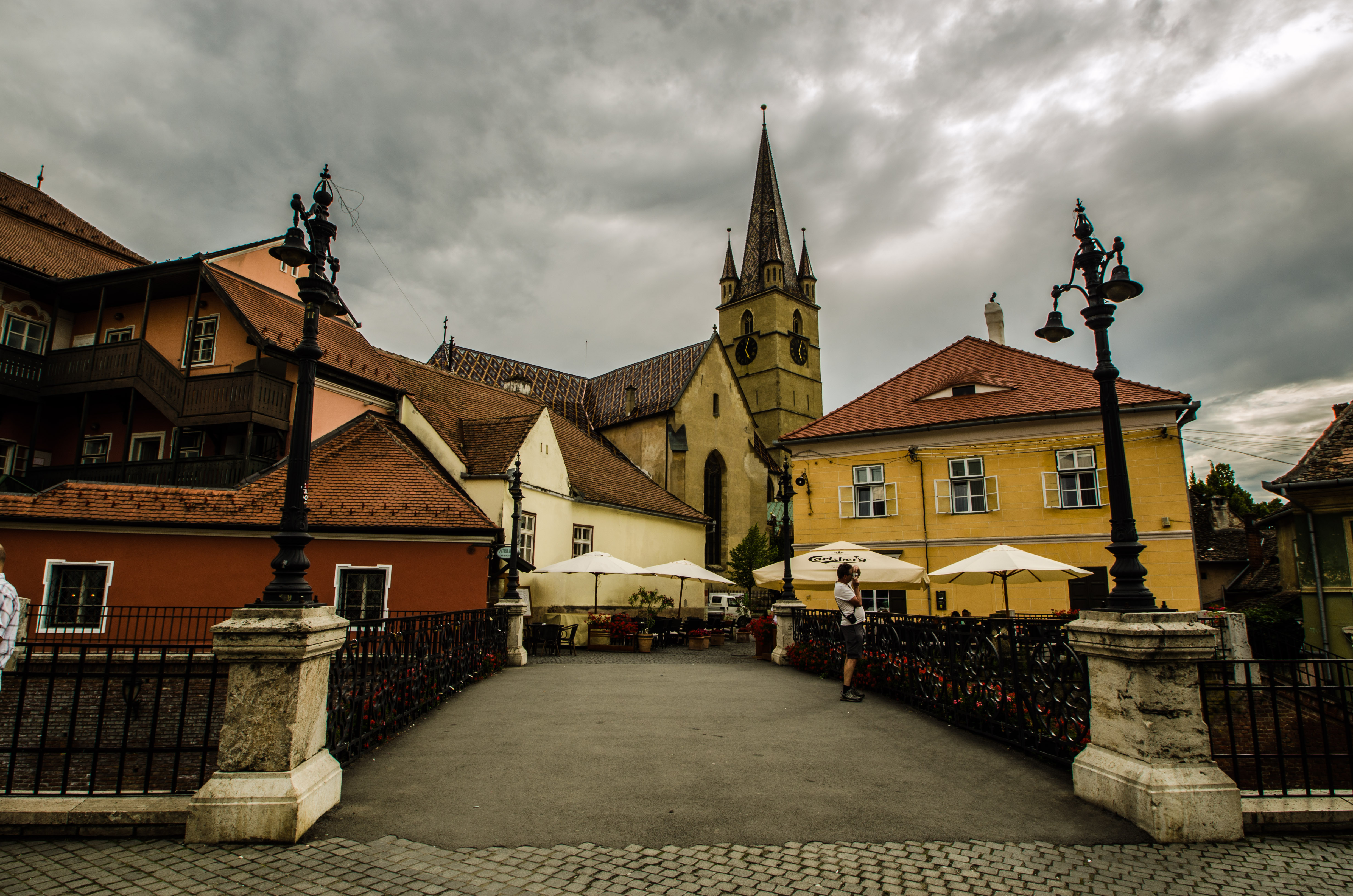
Podul Minciunilor și Catedrala Evanghelică din Sibiu
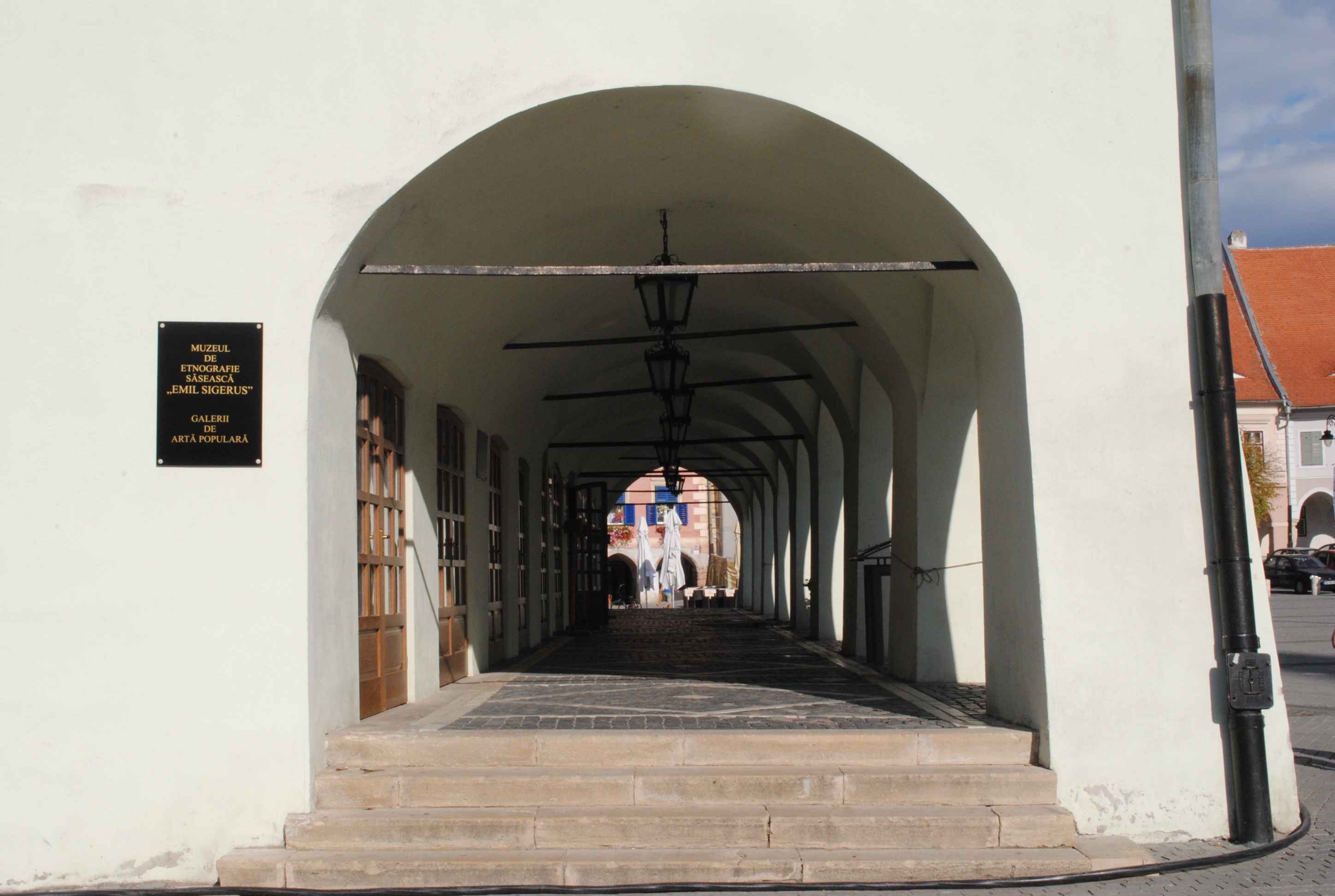
Gangul de la Casa Artelor din Sibiu
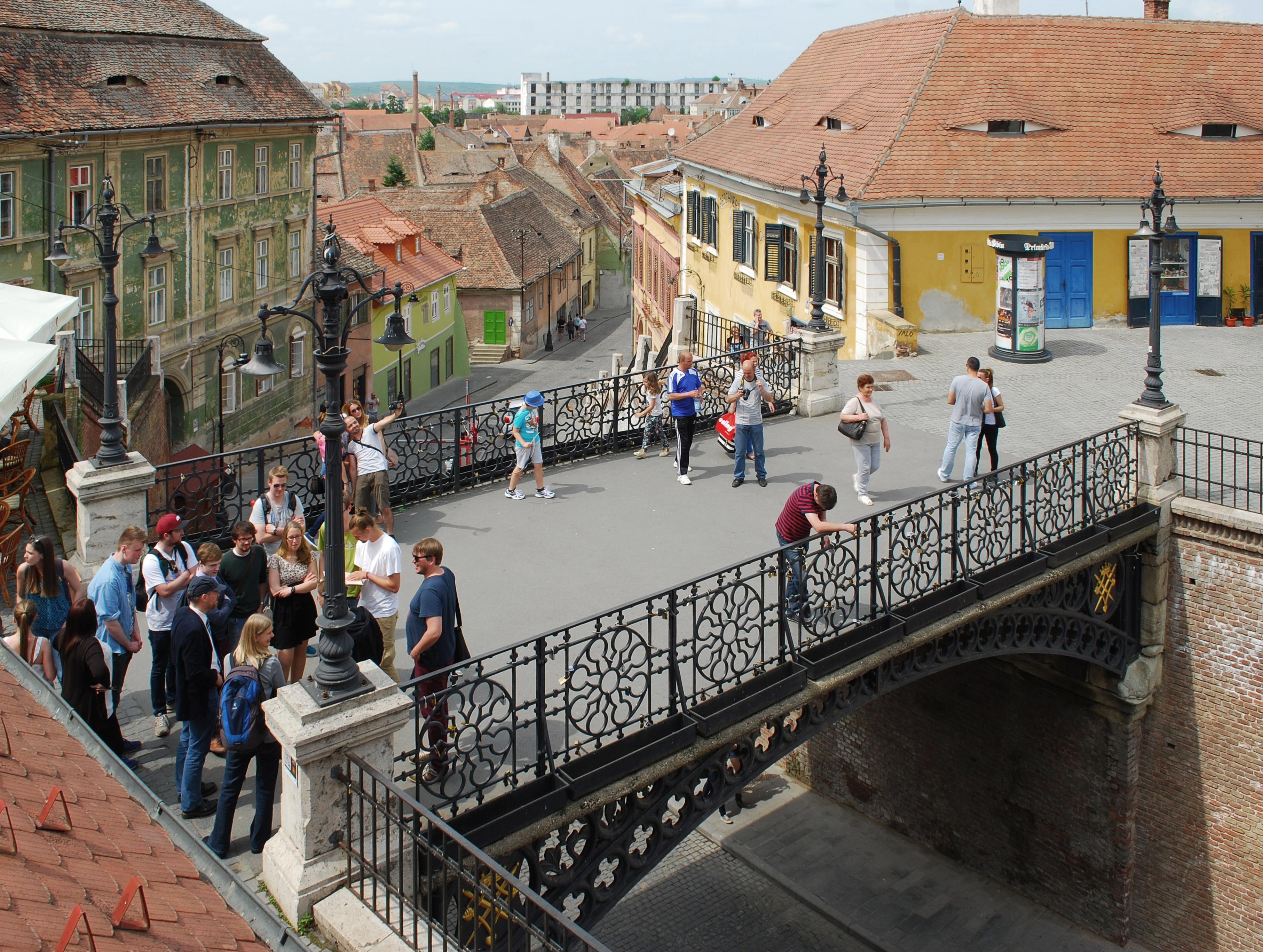
Podul Minciunilor din Sibiu
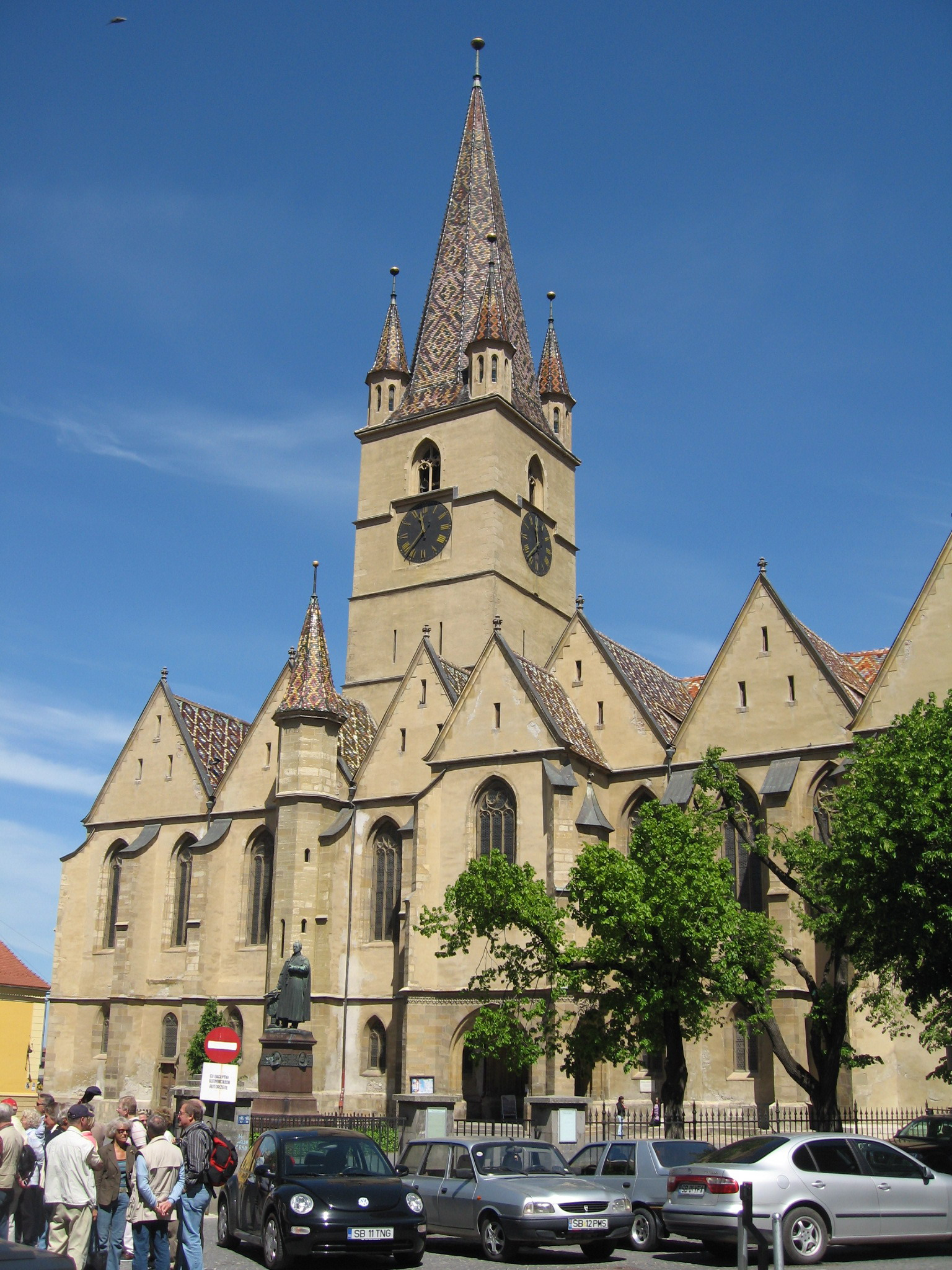
Catedrala Evanghelică din Sibiu
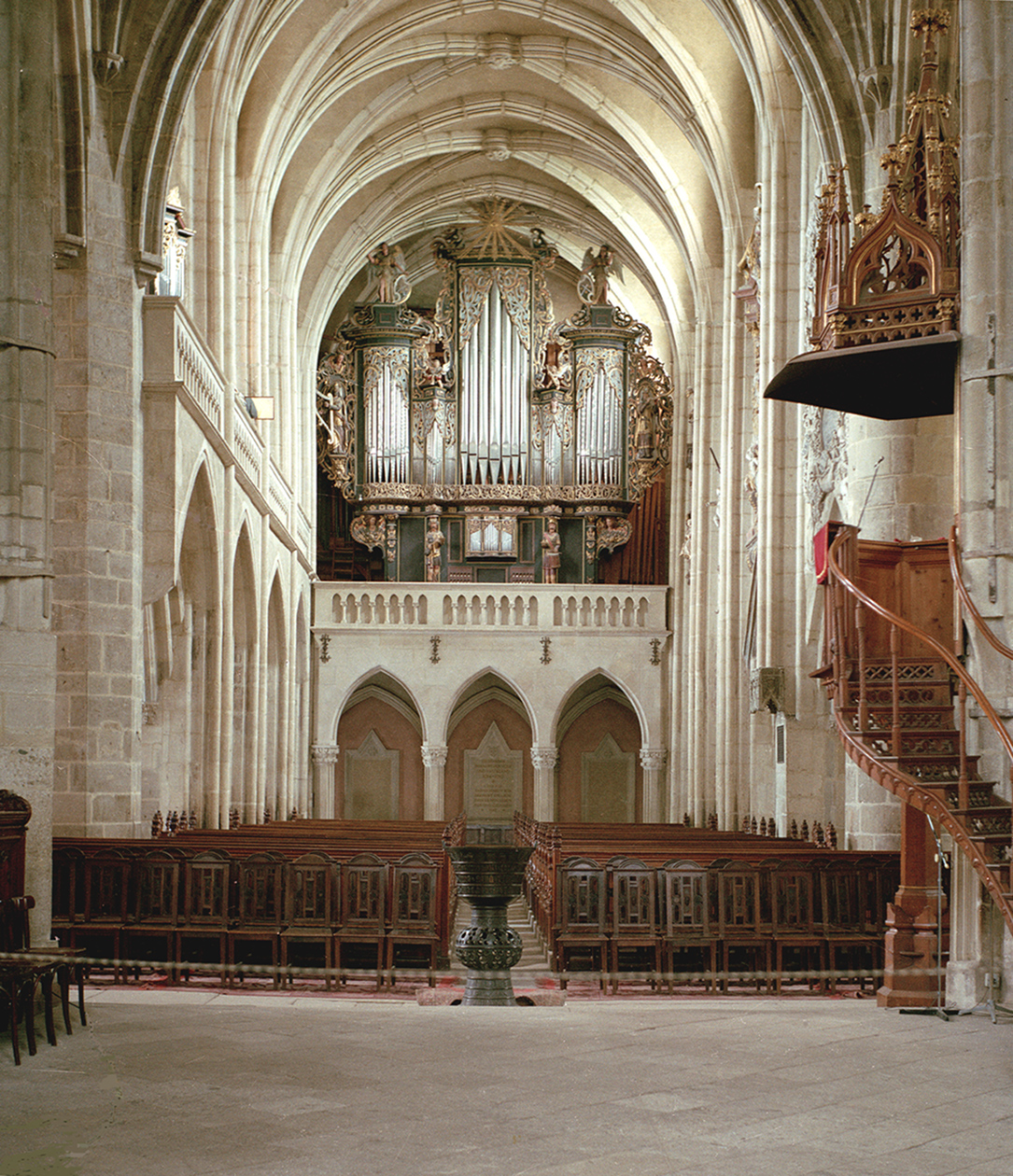
Interiorul Catedralei Evanghelice